# Strandhill
Strandhill (An Leathros in irlandese) è un rinomato villaggio costiero della contea di Sligo, in Irlanda. Situato a pochissima distanza dalla cittadina di Sligo, a ridosso delle pendici di Knocknarea, ospita nel suo territorio una lunga spiaggia molto apprezzata per il surf.
A Strandhill è posto lo Sligo Airport, impianto modesto, ma praticamente l'unico della zona, e che comunque copre i voli nazionali.